# Diplometopon zarudnyi
Diplometopon zarudnyi är en masködleart som beskrevs av  Alexander Nikolsky 1907. Diplometopon zarudnyi är ensam i släktet Diplometopon som ingår i familjen Trogonophidae. IUCN kategoriserar arten globalt som livskraftig. Inga underarter finns listade i Catalogue of Life.
Arten förekommer på Arabiska halvön och fram till västra Iran. Den når på högplatå 1000 meter över havet. Diplometopon zarudnyi vistas i olika områden med mjuk jord eller sand inklusive odlade regioner.